# Station Vichte
Station Vichte is een spoorwegstation langs spoorlijn 89 (Denderleeuw - Kortrijk) in Vichte, een deelgemeente van Anzegem. Het is nu een stopplaats.

## Treindienst
| Serie       | Treinsoort          | Route                                         | Bijzonderheden             |
| ----------- | ------------------- | --------------------------------------------- | -------------------------- |
| L 1650      | L-trein (NMBS)      | Zottegem – Oudenaarde – Vichte – Kortrijk     | Rijdt alleen op werkdagen. |
| P 7950/8950 | Piekuurtrein (NMBS) | Kortrijk – Vichte – Brussel-Zuid – Schaarbeek | Rijdt alleen op werkdagen. |

## Galerij

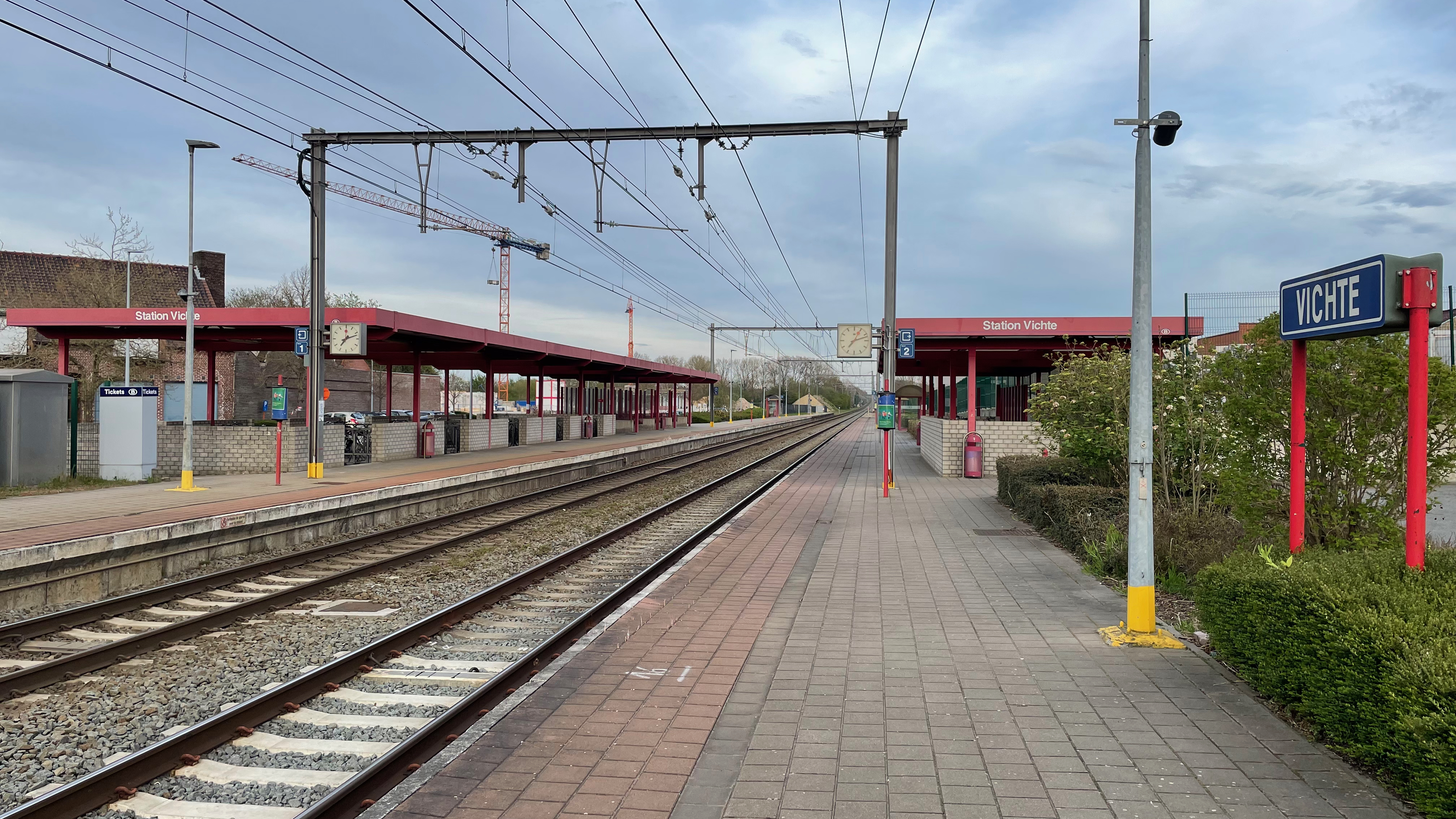
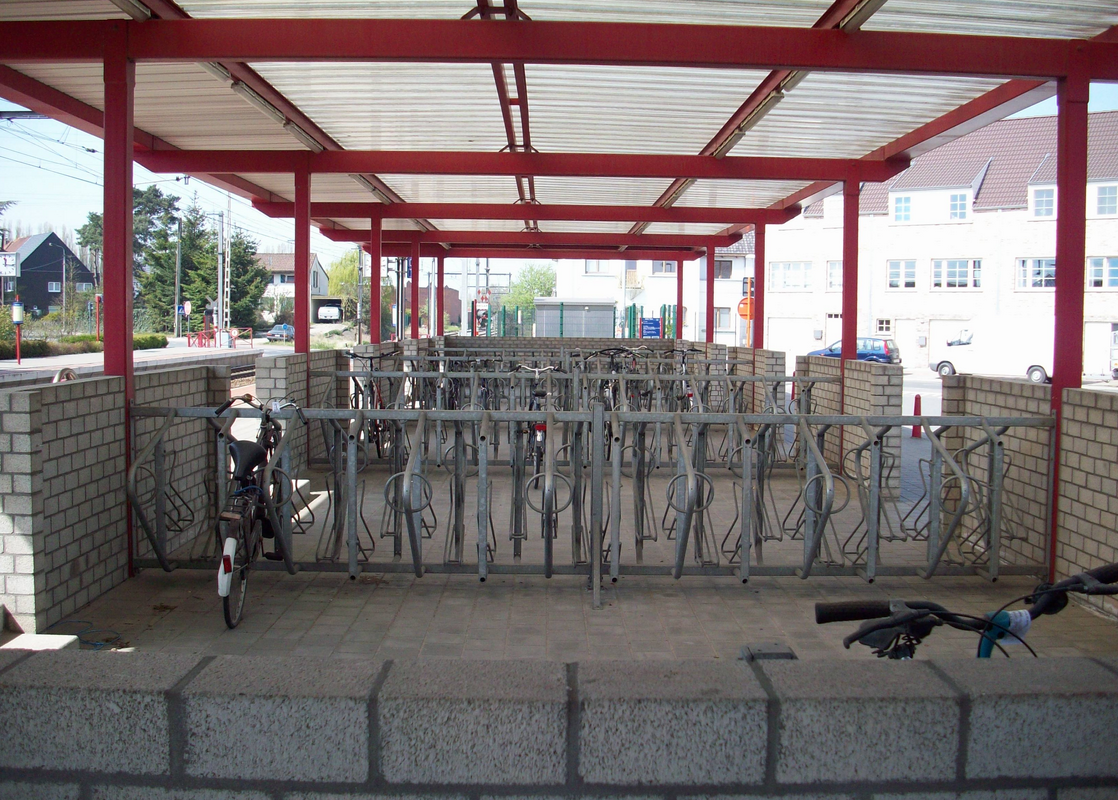
Fietsenstalling van het station
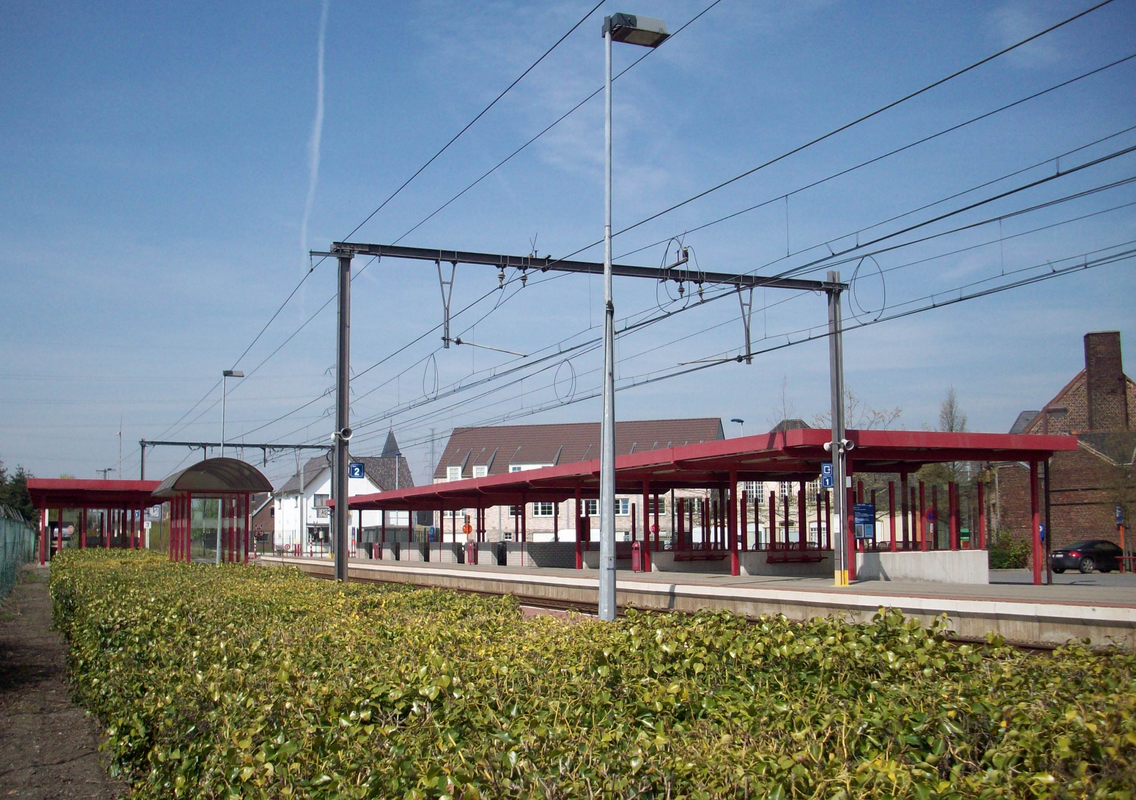
Het station in 2010

## Reizigerstellingen
De grafiek en tabel geven het gemiddeld aantal instappende reizigers weer op een week-, zater- en zondag.
| Tabel: aantal instappende reizigers station Vichte | Tabel: aantal instappende reizigers station Vichte | Tabel: aantal instappende reizigers station Vichte | Tabel: aantal instappende reizigers station Vichte |
|                                                    | Weekdag                                            | Zaterdag                                           | Zondag                                             |
| -------------------------------------------------- | -------------------------------------------------- | -------------------------------------------------- | -------------------------------------------------- |
| 1977                                               | 110                                                | 4                                                  | 7                                                  |
| 1978                                               | 114                                                | 13                                                 | 11                                                 |
| 1979                                               | 114                                                | 6                                                  | 10                                                 |
| 1980                                               | 181                                                | 13                                                 | 5                                                  |
| 1981                                               | 152                                                | 6                                                  | 6                                                  |
| 1982                                               | 144                                                | 5                                                  | 15                                                 |
| 1983                                               | 162                                                | 20                                                 | 17                                                 |
| 1984                                               | 141                                                | -                                                  | -                                                  |
| 1985                                               | 265                                                | -                                                  | -                                                  |
| 1986                                               | 133                                                | -                                                  | -                                                  |
| 1987                                               | 122                                                | -                                                  | -                                                  |
| 1988                                               | 139                                                | 9                                                  | 2                                                  |
| 1989                                               | 163                                                | 13                                                 | 16                                                 |
| 1990                                               | 176                                                | 20                                                 | 10                                                 |
| 1991                                               | 190                                                | 18                                                 | 12                                                 |
| 1992                                               | 173                                                | 26                                                 | 11                                                 |
| 1993                                               | 176                                                | -                                                  | -                                                  |
| 1994                                               | 208                                                | -                                                  | -                                                  |
| 1995                                               | 162                                                | -                                                  | -                                                  |
| 1996                                               | 169                                                | -                                                  | -                                                  |
| 1997                                               | 177                                                | -                                                  | -                                                  |
| 1998                                               | 205                                                | -                                                  | -                                                  |
| 1999                                               | 210                                                | -                                                  | -                                                  |
| 2000                                               | 191                                                | -                                                  | -                                                  |
| 2001                                               | 206                                                | -                                                  | -                                                  |
| 2002                                               | 207                                                | -                                                  | -                                                  |
| 2003                                               | 227                                                | -                                                  | -                                                  |
| 2004                                               | 199                                                | -                                                  | -                                                  |
| 2005                                               | 220                                                | -                                                  | -                                                  |
| 2006                                               | 227                                                | -                                                  | -                                                  |
| 2007                                               | 232                                                | -                                                  | -                                                  |
| 2008                                               | -                                                  | -                                                  | -                                                  |
| 2009                                               | 248                                                | -                                                  | -                                                  |
| 2010                                               | -                                                  | -                                                  | -                                                  |
| 2011                                               | -                                                  | -                                                  | -                                                  |
| 2012                                               | 211                                                | -                                                  | -                                                  |
| 2013                                               | 230                                                | -                                                  | -                                                  |
| 2014                                               | 200                                                | -                                                  | -                                                  |
| 2015                                               | 210                                                | -                                                  | -                                                  |
| 2016                                               | 213                                                | -                                                  | -                                                  |
| 2017                                               | 206                                                | -                                                  | -                                                  |
| 2018                                               | 217                                                | -                                                  | -                                                  |
| 2019                                               | 212                                                | -                                                  | -                                                  |
| 2020                                               | 158                                                | -                                                  | -                                                  |
| 2021                                               | -                                                  | -                                                  | -                                                  |
| 2022                                               | 285                                                | -                                                  | -                                                  |
| 2023                                               | 229                                                | -                                                  | -                                                  |
| 2024                                               | 330                                                | -                                                  | -                                                  |

0,0: Denderleeuw ·
2,1: Welle ·
3,9: Haaltert ·
6,5: Ede ·
11,2: Burst ·
13,0: Terhagen ·
14,3: Herzele ·
16,0: Hillegem ·
17,6: Leeuwergem ·
20,2: Zottegem ·
25,8: Roborst ·
27,5: Munkzwalm ·
30,0: Sint-Denijs-Boekel ·
32,5: Welden ·
34,7: Ename ·
37,5: Oudenaarde ·
41,0: Petegem ·
43,2: Elsegem ·
45,7: Anzegem ·
49,1: Sterhoek ·
53,8: Vichte ·
56,6: Deerlijk ·
59,8: Stasegem ·
63,3: Kortrijk